# Olympische Sommerspiele 2000/Teilnehmer (Jordanien)
| Gelbes Symbol für Goldmedaillen mit stilisierten Olympischen Ringen | Graues Symbol für Silbermedaillen mit stilisierten Olympischen Ringen | Braundes Symbol für Bronzemedaillen mit stilisierten Olympischen Ringen |
| ------------------------------------------------------------------- | --------------------------------------------------------------------- | ----------------------------------------------------------------------- |
| —                                                                   | —                                                                     | —                                                                       |

Jordanien nahm an den Olympischen Sommerspielen 2000 in der australischen Metropole Sydney mit einer Delegation aus acht Athleten, vier Frauen und vier Männer, teil.
Es war ihre sechste Teilnahme Jordaniens an Olympischen Sommerspielen.

## Flaggenträger
Prinzessin Haya von Jordanien trug die Flagge Jordaniens während der Eröffnungsfeier im Stadium Australia.

## Teilnehmer nach Sportarten

### Leichtathletik
Männer
- Mohammad Alkafraini
800 m: disqualifiziert; nicht für die nächste Runde qualifiziert

Frauen
- Nada Kawar
Kugelstoßen: 15,67 m; nicht für die nächste Runde qualifiziert

### Reiten
- Haya von Jordanien
Springreiten, Einzel: 70. Platz

### Schießen
- Mufid al-Lawanseh
Kleinkalibergewehr liegend 50 m: 50. Platz

### Schwimmen
Männer
- Omar Abu-Fares
200 m Lagenschwimmen:  2:21,22 min; nicht für die nächste Runde qualifiziert

Frauen
- Hana Majaj
200 m Schmetterling: 2:31,78 min; nicht für die nächste Runde qualifiziert

### Taekwondo
Männer
- Mohamed al-Fararjeh
Mittelgewicht: in der 1. Hoffnungsrunde ausgeschieden

### Tischtennis
Frauen
- Tatiana Al-Najar
Einzel: in der Vorrunde ausgeschieden